# 17 هـ
17 هـ هي سنة في التقويم الهجري امتدت مقابلةً في التقويم الميلادي بين سنتي 638 و639.

## أحداث
- بناء الكوفة
- عزل خالد بن الوليد عن قيادة الجيوش الإسلامية
- اعتمر عمر بن الخطاب وبنى المسجد الحرام ووسع فيه، وأقام بمكة عشرين ليلة
- تزوج عمر بن الخطاب من أم كلثوم بنت علي بن أبي طالب، وهي ابنة فاطمة بنت رسول الله - صلى الله عليه وسلم - ودخل بها في ذي القعدة.
- عزل عمر بن الخطاب المغيرة بن شعبة عن البصرة، واستعمل عليها أبا موسى

## مواليد
- عبد الرحمن بن أبي ليلى
- عطية بن قيس الكلابي

## وفيات
- مجزأة بن ثور السدوسي